# Anecphora sanguiniplaga
Anecphora sanguiniplaga är en insektsart som beskrevs av Schmidt 1910. Anecphora sanguiniplaga ingår i släktet Anecphora och familjen lyktstritar. Inga underarter finns listade i Catalogue of Life.